# Ржавки (Зеленоград)
Ржавки — бывшая деревня Московской области. Название дано по одноимённой реке, протекавшей через деревню.
Первые упоминания относят к XVI веку. В 1958 году была включена в перечень территорий, отведённых под строительство города Зеленограда.
Снесена практически полностью, в настоящее время бывшая территория деревни входит в состав района Савёлки.
Единственными зданиями, сохранившимися от деревни, является комплекс строений церкви Николая Чудотворца 1820—1827 годов постройки (располагавшийся в усадьбе князей Долгоруких). Комплекс состоит из собственно церкви (храма), колокольни (с помещениями воскресной школы) и келий монахинь. Храм и колокольня являются самыми старыми зданиями на территории города, а стилизованное изображение храма используется во флаге и гербе района Савёлки.
В 2004 году освободившее название было передано посёлку ВНИИПП (Ржавки) Московской области, находящемуся в нескольких километрах северо-западнее.